# Râul Slătioara, Tazlăul Mare
Râul Slătioara este un curs de apă, afluent al râului Tazlăul Mare.